# Timothy Radcliffe
Timothy Peter Joseph Radcliffe, OP (Londres, 22 de agosto de 1945), es un sacerdote católico inglés, que se desempeñó como maestro general de la Orden de Predicadores entre 1992 a 2001, siendo el único inglés en ocupar ese puesto. El papa Francisco lo creó cardenal en el consistorio del 7 de diciembre de 2024.
Radcliffe se desempeñó como director del Instituto Las Casas de Oxford, dedicado a la promoción de la justicia social y los derechos humanos.

## Biografía

### Formación
Descendiente de los baronetes Radcliffe, nació el 22 de agosto de 1945 en Londres. Realizó sus estudios secundarios en la Worth Preparatory School (Worth School) en Sussex, Downside School en Somerset y posteriormente estudió en el St John's College de Oxford. Entró a la Orden de Predicadores en 1965 y fue ordenado sacerdote en 1971.

### Carrera
A mediados de los años 1970, Fray Radcliffe fue asignado a la capellanía West London Catholic Chaplaincy. Enseñó las escrituras en Oxford y fue escogido como provincial de Inglaterra en 1988. En 1992, fue electo como maestro general de la Orden de Predicadores, mateniendo ese puesto hasta el 2001. Durante su mandato como maestro general, Radcliffe se desempeñó ex-officio como gran canciller de la Universidad Pontificia de Santo Tomás de Aquino en Roma.
En 2001, tras el fin de su mandato como maestro, Radcliffe se tomó un año sabático. En 2002, regresó como simple miembro de los dominicos en Oxford, dedicado a las tareas pastorales y a dictar conferencias a nivel internacional.
Luego de desempeñarse durante muchos años como miembro de la junta ejecutiva del Instituto Las Casas, el cual busca "reflexión crítica en cuestiones como la dignidad humana a la luz de las enseñanzas sociales de la Iglesia católica y la teología", se convirtió en director del instituto en 2014. Su gestión duró dos años, y tras su mandato se mantuvo como miembro del consejo consultivo.
En 2015, Radcliffe fue nombrado asesor en el pontificio consejo para la Justicia y la Paz.
Aunque no se trata de una temática de la que Radcliffe escriba a menudo, defendió abiertamente que la Iglesia católica enseñe sobre matrimonio entre personas del mismo sexo:

La Iglesia católica no se opone al matrimonio entre personas del mismo sexo. Lo considera imposible... El matrimonio se funda en el hecho glorioso de la diferencia sexual y su potencial fertilidad. Sin esto, no habría vida en este planeta, no habría evolución, seres humanos o futuro. El matrimonio toma todas las formas posibles, desde la alianza de clanes a través del intercambio de novias hasta el amor romántico moderno. Hemos llegado a ver que ello implica un amor igual y la dignidad entre hombres y mujeres. Pero siempre y donde sea, permanece fundado en la diferencia entre hombre y mujer. A través de ceremonias y sacramentos le damos un significado más profundo, que para los cristianos incluye la unión en Dios y la humanidad en Cristo.

Radcliffe apadrina « Positive Faith », institución católica para la prevención del sida y el apoyo a sus pacientes, ocupa un asiento en el 
consejo para « Christian Approaches to Defence and Disarmament », y es padrino de la misión cristiana « Embrace the Middle East ».
En enero de 2023, el papa Francisco nombró a Radcliffe para dirigir un retiro de tres días preparatorio en el marco del sínodo de la Sinolidad en octubre de 2023. Volvió a preparar el retiro en octubre de 2024, como parte del mismo sínodo.

#### Cardenalato
El 6 de octubre de 2024, el papa Francisco anunció su intención de crear cardenal a Radcliffe al 8 de diciembre, fecha luego cambiada al 7 de diciembre.
El papa le otorgó una excepción especial para el cardenalato, ya que no es obispo, y lo creó cardenal el 7 de diciembre de 2024. Fue asignado como titular del título cardenalicio de Santi Nomi di Gesù e Maria. En el constitorio Radcliffe vistió con su sotana blanca de dominico, retomando una vieja tradición caída en desuso en la cual un miembro de su orden no cambiaba su sotana si era creado cardenal.

## Condecoraciones
En 2003, Oxford le otorgó a Radcliffe el doctorado honorario divinitatis con la citación del canciller, el Muy Honorable Christopher Patten:

Presento a un hombre destacado tanto por su elocuencia y su ingenio, un maestro de la teología que nunca dejó de prestarle atención a las personas ordinarias, un hombre práctico que cree que la religión y las enseñanzas de la teología deben ser constantemente aplicadas para conducirse en la vida pública.

Recibió en 2007 el premio Michael Ramsey en la categoría escrito teológico por su libro What Is the Point of Being A Christian?
En 2024, la Universidad de Liverpool Hope le concedió un doctorado honoris causa philosophiæ a Radcliffe.